# Championnats du monde de natation 2003
Navigation
Mondiaux 2001 Mondiaux 2005
Les 10es Championnats du monde de natation se tiennent du 13 au 27 juillet 2003 à Barcelone (Espagne).

## Natation

### Hommes
| Épreuves             | Or                                                                 | Or               | Argent                                                                   | Argent         | Bronze                                                                  | Bronze         |
| -------------------- | ------------------------------------------------------------------ | ---------------- | ------------------------------------------------------------------------ | -------------- | ----------------------------------------------------------------------- | -------------- |
| Nage libre           |                                                                    |                  |                                                                          |                |                                                                         |                |
| 50 m                 | Aleksandr Popov                                                    | 21 s 92          | Mark Foster                                                              | 22 s 20        | Pieter van den Hoogenband                                               | 22 s 29        |
| 100 m                | Aleksandr Popov                                                    | 48 s 42          | Pieter van den Hoogenband                                                | 48 s 68        | Ian Thorpe                                                              | 48 s 77        |
| 200 m                | Ian Thorpe                                                         | 1 min 45 s 14    | Pieter van den Hoogenband                                                | 1 min 46 s 43  | Grant Hackett                                                           | 1 min 46 s 85  |
| 400 m                | Ian Thorpe                                                         | 3 min 42 s 58    | Grant Hackett                                                            | 3 min 45 s 17  | Dragos Coman                                                            | 3 min 46 s 87  |
| 800 m                | Grant Hackett                                                      | 7 min 43 s 82    | Larsen Jensen                                                            | 7 min 48 s 09  | Ihor Chervynskyy                                                        | 7 min 53 s 15  |
| 1500 m               | Grant Hackett                                                      | 14 min 43 s 14   | Ihor Chervynskyy                                                         | 15 min 01 s 04 | Erik Vendt                                                              | 15 min 01 s 28 |
| Papillon             |                                                                    |                  |                                                                          |                |                                                                         |                |
| 50 m                 | Matt Welsh                                                         | 23 s 43 RM       | Ian Crocker                                                              | 23 s 62        | Yevgeniy Korotychkin                                                    | 23 s 73        |
| 100 m                | Ian Crocker                                                        | 50 s 98 RM       | Michael Phelps                                                           | 51 s 10        | Andriy Serdinov                                                         | 51 s 59        |
| 200 m                | Michael Phelps                                                     | 1 min 54 s 35    | Takashi Yamamoto                                                         | 1 min 55 s 52  | Tom Malchow                                                             | 1 min 55 s 66  |
| Dos                  |                                                                    |                  |                                                                          |                |                                                                         |                |
| 50 m                 | Thomas Rupprath                                                    | 24 s 80 RM       | Matt Welsh                                                               | 25 s 01        | Gerhard Zandberg                                                        | 25 s 07        |
| 100 m                | Aaron Peirsol                                                      | 53 s 61          | Arkadi Viatchanine Matt Welsh                                            | 53 s 92        | -                                                                       | -              |
| 200 m                | Aaron Peirsol                                                      | 1 min 55 s 92    | Gordan Kozulj                                                            | 1 min 57 s 47  | Simon Dufour                                                            | 1 min 57 s 90  |
| Brasse               |                                                                    |                  |                                                                          |                |                                                                         |                |
| 50 m                 | James Gibson                                                       | 27 s 56          | Oleh Lisohor                                                             | 27 s 74        | Mihaly Flaskay                                                          | 27 s 79        |
| 100 m                | Kōsuke Kitajima                                                    | 59 s 78 RM       | Brendan Hansen                                                           | 1 min 00 s 21  | James Gibson                                                            | 1 min 00 s 37  |
| 200 m                | Kōsuke Kitajima                                                    | 2 min 09 s 42 RM | Ian Edmond                                                               | 2 min 10 s 92  | Brendan Hansen                                                          | 2 min 11 s 11  |
| 4 nages              |                                                                    |                  |                                                                          |                |                                                                         |                |
| 200 m                | Michael Phelps                                                     | 1 min 56 s 04 RM | Ian Thorpe                                                               | 1 min 59 s 66  | Massimiliano Rosolino                                                   | 1 min 59 s 71  |
| 400 m                | Michael Phelps                                                     | 4 min 09 s 09 RM | Laszlo Cseh                                                              | 4 min 10 s 79  | Oussama Mellouli                                                        | 4 min 15 s 36  |
| Relais               |                                                                    |                  |                                                                          |                |                                                                         |                |
| 4 × 100 m nage libre | Russie Andrei Kapralov Ivan Usov Denis Pimankov Aleksandr Popov    | 3 min 14 s 06    | États-Unis Scott Tucker Neil Walker Ryan Wochomurka Jason Lezak          | 3 min 14 s 80  | France Romain Barnier Julien Sicot Fabien Gilot Frédérick Bousquet      | 3 min 15 s 66  |
| 4 × 200 m nage libre | Australie Grant Hackett Craig Stevens Nicholas Sprenger Ian Thorpe | 7 min 08 s 58    | États-Unis Michael Phelps Nate Dusing Aaron Peirsol Klete Keller         | 7 min 10 s 26  | Allemagne Johannes Österling Lars Conrad Stefan Herbst Christian Keller | 7 min 14 s 02  |
| 4 × 100 m 4 nages    | États-Unis Aaron Peirsol Brendan Hansen Ian Crocker Jason Lezak    | 3 min 31 s 54 RM | Russie Arkadi Viatchanine Roman Ivanovski Igor Marchenko Aleksandr Popov | 3 min 34 s 72  | Japon Tomomi Morita Kōsuke Kitajima Takashi Yamamoto Daisuke Hosokawa   | 3 min 36 s 12  |

### Femmes
| Épreuves             | Or                                                                        | Or               | Argent                                                                    | Argent         | Bronze                                                            | Bronze         |
| -------------------- | ------------------------------------------------------------------------- | ---------------- | ------------------------------------------------------------------------- | -------------- | ----------------------------------------------------------------- | -------------- |
| Nage libre           |                                                                           |                  |                                                                           |                |                                                                   |                |
| 50 m                 | Inge de Bruijn                                                            | 24 s 47          | Alice Mills                                                               | 25 s 07        | Lisbeth Lenton                                                    | 25 s 08        |
| 100 m                | Hanna-Maria Seppälä                                                       | 54 s 37          | Jodie Henry                                                               | 54 s 58        | Jenny Thompson                                                    | 54 s 65        |
| 200 m                | Alena Popchanka                                                           | 1 min 58 s 32    | Martina Moravcova                                                         | 1 min 58 s 44  | Yang Yu                                                           | 1 min 58 s 54  |
| 400 m                | Hannah Stockbauer                                                         | 4 min 06 s 75    | Éva Risztov                                                               | 4 min 07 s 24  | Diana Munz                                                        | 4 min 07 s 67  |
| 800 m                | Hannah Stockbauer                                                         | 8 min 23 s 66    | Diana Munz                                                                | 8 min 24 s 19  | Rebecca Cooke                                                     | 8 min 28 s 45  |
| 1500 m               | Hannah Stockbauer                                                         | 16 min 00 s 18   | Hayley Peirsol                                                            | 16 min 09 s 64 | Jana Henke                                                        | 16 min 10 s 13 |
| Papillon             |                                                                           |                  |                                                                           |                |                                                                   |                |
| 50 m                 | Inge de Bruijn                                                            | 25 s 84          | Jenny Thompson                                                            | 26 s 00        | Anna-Karin Kammerling                                             | 26 s 06        |
| 100 m                | Jenny Thompson                                                            | 57 s 96          | Otylia Jędrzejczak                                                        | 58 s 22        | Martina Moravcova                                                 | 58 s 24        |
| 200 m                | Otylia Jędrzejczak                                                        | 2 min 07 s 56    | Éva Risztov                                                               | 2 min 07 s 68  | Yuko Nakanishi                                                    | 2 min 08 s 08  |
| Dos                  |                                                                           |                  |                                                                           |                |                                                                   |                |
| 50 m                 | Nina Zhivanevskaya                                                        | 28 s 48          | Ilona Hlavackova                                                          | 28 s 50        | Noriko Inada                                                      | 28 s 62        |
| 100 m                | Antje Buschschulte                                                        | 1 min 00 s 50    | Louise Ørnstedt Katy Sexton                                               | 1 min 00 s 86  | -                                                                 | -              |
| 200 m                | Katy Sexton                                                               | 2 min 08 s 74    | Margaret Hoelzer                                                          | 2 min 09 s 24  | Stanislava Komarova                                               | 2 min 10 s 17  |
| Brasse               |                                                                           |                  |                                                                           |                |                                                                   |                |
| 50 m                 | Luo Xuejuan                                                               | 30 s 67          | Brooke Hanson                                                             | 31 s 13        | Zoe Baker                                                         | 31 s 37        |
| 100 m                | Luo Xuejuan                                                               | 1 min 06 s 80    | Amanda Beard                                                              | 1 min 07 s 42  | Leisel Jones                                                      | 1 min 07 s 47  |
| 200 m                | Amanda Beard                                                              | 2 min 22 s 99 RM | Leisel Jones                                                              | 2 min 24 s 33  | Qi Hui                                                            | 2 min 25 s 78  |
| 4 nages              |                                                                           |                  |                                                                           |                |                                                                   |                |
| 200 m                | Yana Klochkova                                                            | 2 min 10 s 75    | Alice Mills                                                               | 2 min 12 s 75  | Zhou Yafei                                                        | 2 min 12 s 92  |
| 400 m                | Yana Klochkova                                                            | 4 min 36 s 74    | Éva Risztov                                                               | 4 min 37 s 39  | Beatrice Caslaru                                                  | 4 min 41 s 86  |
| Relais               |                                                                           |                  |                                                                           |                |                                                                   |                |
| 4 × 100 m nage libre | États-Unis Natalie Coughlin Lindsay Benko Rhiannon Jeffrey Jenny Thompson | 3 min 38 s 09    | Allemagne Petra Dallmann Katrin Meissner Antje Buschschulte Sandra Völker | 3 min 38 s 73  | Australie Lisbeth Lenton Elka Graham Jodie Henry Alice Mills      | 3 min 38 s 83  |
| 4 × 200 m nage libre | États-Unis Lindsay Benko Rachel Komisarz Rhiannon Jeffrey Diana Munz      | 7 min 55 s 70    | Australie Elka Graham Linda Mackenzie Kirsten Thomson Alice Mills         | 7 min 58 s 42  | Chine Zhou Yafei Xu Yanwei Pang Jiaying Yang Yu                   | 7 min 58 s 53  |
| 4 × 100 m 4 nages    | Chine Zhan Shu Luo Xuejuan Zhou Yafei Yang Yu                             | 3 min 59 s 89    | États-Unis Natalie Coughlin Amanda Beard Jenny Thompson Lindsay Benko     | 4 min 00 s 83  | Australie Giaan Rooney Leisel Jones Jessicah Schipper Jodie Henry | 4 min 01 s 37  |

## Plongeon
Hommes
| Event                                | Or                                       | Argent                               | Bronze                                  |
| 1 m résultats détaillés              | Xiang Xu (CHN) 431,94                    | Wang Kenan (CHN) 412,41              | Joona Puhakka (FIN) 391,26              |
| 3 m résultats détaillés              | Aleksandr Dobroskok (RUS) 788,37         | Peng Bo (CHN) 780,84                 | Dmitri Sautin (RUS) 776,64              |
| 10 m résultats détaillés             | Alexandre Despatie (CAN) 716,91          | Mathew Helm (AUS) 697,74             | Tian Liang (CHN) 696,06                 |
|                                      |                                          |                                      |                                         |
| 3 m synchronisé résultats détaillés  | Aleksandr Dobroskok Dmitri Sautin 369,18 | Wang Tianling Wang Feng 343,29       | Tobias Schellenberg Andreas Wels 334,44 |
| 10 m synchronisé résultats détaillés | Mathew Helm Robert Newbery 384,60        | Roman Volodkov Anton Zakharov 372,60 | Tian Liang Hu Jia 367,14                |

Femmes
| Event            | Or                                 | Argent                                   | Bronze                                               |
| ---------------- | ---------------------------------- | ---------------------------------------- | ---------------------------------------------------- |
| 1 m              | Irina Lashko (AUS)                 | Conny Schmalfuss (GER)                   | Blythe Hartley (CAN)                                 |
| 3 m              | Guo Jingjing (CHN)                 | Yuliya Pakhalina (RUS)                   | Wu Minxia (CHN)                                      |
| 10 m             | Émilie Heymans (CAN)               | Lao Lishi (CHN)                          | Li Na (CHN)                                          |
| 3 m synchronisé  | Guo Jingjing (CHN) Wu Minxia (CHN) | Vera Ilyina (RUS) Yuliya Pakhalina (RUS) | Paola Espinosa (MEX) Laura Sánchez (MEX)             |
| 10 m synchronisé | Lao Lishi (CHN) Li Ting (CHN)      | Loudy Tourky (AUS) Lynda Dackiw (AUS)    | Evgenya Olshevskaya (RUS) Svetlana Timoshinina (RUS) |

## Natation synchronisée

### Individuelle
| Médaille           | Nom                | Pays    | Points |
| ------------------ | ------------------ | ------- | ------ |
| Médaille d'or      | Virginie Dedieu    | France  | 99,251 |
| Médaille d'argent  | Anastasia Ermakova | Russie  | 97,417 |
| Médaille de bronze | Gemma Mengual      | Espagne | 97,334 |

### Duo
| Médaille           | Pays    | Noms                                     | Points |
| ------------------ | ------- | ---------------------------------------- | ------ |
| Médaille d'or      | Russie  | Anastasia Davydova et Anastasia Ermakova | 99,084 |
| Médaille d'argent  | Japon   | Miya Tachibana et Miho Takeda            | 98,084 |
| Médaille de bronze | Espagne | Gemma Mengual et Paola Tirados           | 96,667 |

### Équipe
| Médaille           | Pays       | Noms | Points |
| ------------------ | ---------- | --- | ------ |
| Médaille d'or      | Russie     | Olga Brusnikina, Maria Romova, Maria Kiseleva, Elena Ovtchinnikova, Elvira Khasyanova, Anna Shorina, Anastasia Davydova et Anastasia Ermakova Remplaçantes : Elena Jouravleva, Irina Tolkacheva | 99,500 |
| Médaille d'argent  | Japon      | Miho Takeda, Juri Tatsumi, Emiko Suzuki, Yoko Yoneda, Miya Tachibana, Michiyo Fujimaru, Kanako Kitao et Chiaki Watanabe Remplaçantes : Saho Harada et Naoko Kawashima                           | 98,333 |
| Médaille de bronze | États-Unis | Anna Kozlova, Alison Bartosik, Lauren McFall, Sara Lowe, Becky Jasontek, Stephanie Nesbitt, Kendra Zanotto et Erin Dobratz Remplaçantes : Katie Norris et Mary Hofer                            | 97,500 |

### Combiné
| Médaille           | Pays          | Noms | Points |
| ------------------ | ------------- | --- | ------ |
| Médaille d'or      | Japon         | Juri Tatsumi, Emiko Suzuki, Yoko Yoneda, Saho Harada, Michiyo Fujimaru, Naoko Kawashima, Chiaki Watanabe et Kanako Kitao                             | 98,500 |
| Médaille d'argent  | États-Unis    | Anna Kozlova, Alison Bartosik, Lauren McFall, Sara Lowe, Becky Jasontek, Stephanie Nesbitt, Kendra Zanotto, Erin Dobratz, Katie Norris et Mary Hofer | 97,333 |
| Médaille d'argent  | Espagne       | Gemma Mengual, Paola Tirados, Alicia Sanz, Ione Serrano, Raquel Corral, Irina Rodríguez, Andrea Fuentes, Tina Fuentes, Ana Montero et Gisela Morón   | 97,333 |
| Médaille de bronze | non attribuée | |        |

## Eau libre

### 5 km Hommes
| Médaille           | Nom               | Pays      | Temps     |
| ------------------ | ----------------- | --------- | --------- |
| Médaille d'or      | Evgeni Kochkarov  | Russie    | 53 min 11 |
| Médaille d'argent  | Christian Hein    | Allemagne | 53 min 13 |
| Médaille de bronze | Vladimir Dyatchin | Russie    | 53 min 14 |

### 10 km Hommes
| Médaille           | Nom               | Pays      | Temps           |
| ------------------ | ----------------- | --------- | --------------- |
| Médaille d'or      | Vladimir Dyatchin | Russie    | 1 h 50 min 58 s |
| Médaille d'argent  | Christian Hein    | Allemagne | 1 h 51 min 06 s |
| Médaille de bronze | David Meca        | Espagne   | 1 h 51 min 08 s |

### 25 km Hommes
| Médaille           | Nom            | Pays     | Temps             |
| ------------------ | -------------- | -------- | ----------------- |
| Médaille d'or      | Yuri Kudinov   | Russie   | 5 h 02 min 20 s 0 |
| Médaille d'argent  | David Meca     | Espagne  | 5 h 02 min 20 s 4 |
| Médaille de bronze | Petar Stoychev | Bulgarie | 5 h 02 min 20 s 6 |

### 5 km Femmes
| Médaille           | Nom            | Pays               | Temps       |
| ------------------ | -------------- | ------------------ | ----------- |
| Médaille d'or      | Viola Valli    | Italie             | 57 min 01 s |
| Médaille d'argent  | Jana Pechanová | République tchèque | 57 min 03 s |
| Médaille de bronze | Britta Kamrau  | Allemagne          | 59 min 06 s |

### 10 km Femmes
| Médaille           | Nom            | Pays      | Temps           |
| ------------------ | -------------- | --------- | --------------- |
| Médaille d'or      | Viola Valli    | Italie    | 1 h 59 min 49 s |
| Médaille d'argent  | Angela Maurer  | Allemagne | 1 h 59 min 51 s |
| Médaille de bronze | Edith van Dijk | Pays-Bas  | 1 h 59 min 53 s |

### 25 km Femmes
| Médaille           | Nom            | Pays      | Temps             |
| ------------------ | -------------- | --------- | ----------------- |
| Médaille d'or      | Edith van Dijk | Pays-Bas  | 5 h 35 min 43 s   |
| Médaille d'argent  | Britta Kamrau  | Allemagne | 5 h 35 min 46 s 1 |
| Médaille de bronze | Angela Maurer  | Allemagne | 5 h 35 min 46 s 5 |

## Water Polo

### Hommes
| Médaille           | Pays                 | Noms |
| ------------------ | -------------------- | ---- |
| Médaille d'or      | Hongrie              |      |
| Médaille d'argent  | Italie               |      |
| Médaille de bronze | Serbie-et-Monténégro |      |

### Femmes
| Médaille           | Pays       | Noms |
| ------------------ | ---------- | ---- |
| Médaille d'or      | États-Unis |      |
| Médaille d'argent  | Italie     |      |
| Médaille de bronze | Russie     |      |

### 7eplace
- Australie - Espagne : 7 - 3

### 5eplace
- Hongrie - Pays-Bas : 8 - 7

### 3eplace
- Russie - Canada : 9 - 7

### Finale
- USA - Italie : 8 - 6

## Le tableau des médailles
| Rang | Nations              | Médaille d'or | Médaille d'argent | Médaille de bronze | Total |
| ---- | -------------------- | ------------- | ----------------- | ------------------ | ----- |
| 1    | États-Unis           | 12            | 13                | 6                  | 31    |
| 2    | Russie               | 10            | 5                 | 6                  | 21    |
| 3    | Australie            | 8             | 12                | 6                  | 26    |
| 4    | Chine                | 7             | 4                 | 8                  | 19    |
| 5    | Allemagne            | 5             | 6                 | 5                  | 16    |
| 6    | Japon                | 3             | 3                 | 3                  | 9     |
| 7    | Pays-Bas             | 3             | 2                 | 2                  | 7     |
| 8    | Royaume-Uni          | 2             | 3                 | 3                  | 8     |
| 9    | Ukraine              | 2             | 3                 | 2                  | 7     |
| 10   | Italie               | 2             | 2                 | 1                  | 5     |
| 11   | Canada               | 2             | 0                 | 1                  | 3     |
| 12   | Hongrie              | 1             | 4                 | 1                  | 6     |
| 13   | Espagne              | 1             | 2                 | 3                  | 6     |
| 14   | Pologne              | 1             | 1                 | 0                  | 2     |
| 15   | France               | 1             | 0                 | 2                  | 3     |
| 16   | Finlande             | 1             | 0                 | 1                  | 2     |
| 17   | Biélorussie          | 1             | 0                 | 0                  | 1     |
| 18   | République tchèque   | 0             | 2                 | 0                  | 2     |
| 19   | Slovaquie            | 0             | 1                 | 1                  | 2     |
| 20   | Croatie              | 0             | 1                 | 0                  | 1     |
| 20   | Danemark             | 0             | 1                 | 0                  | 1     |
| 22   | Roumanie             | 0             | 0                 | 2                  | 2     |
| 23   | Afrique du Sud       | 0             | 0                 | 1                  | 1     |
| 23   | Bulgarie             | 0             | 0                 | 1                  | 1     |
| 23   | Mexique              | 0             | 0                 | 1                  | 1     |
| 23   | Serbie-et-Monténégro | 0             | 0                 | 1                  | 1     |
| 23   | Suède                | 0             | 0                 | 1                  | 1     |
| 23   | Tunisie              | 0             | 0                 | 1                  | 1     |
|      |                      | 62            | 65                | 59                 | 186   |